# المسيحية في جيرزي (جزيرة)

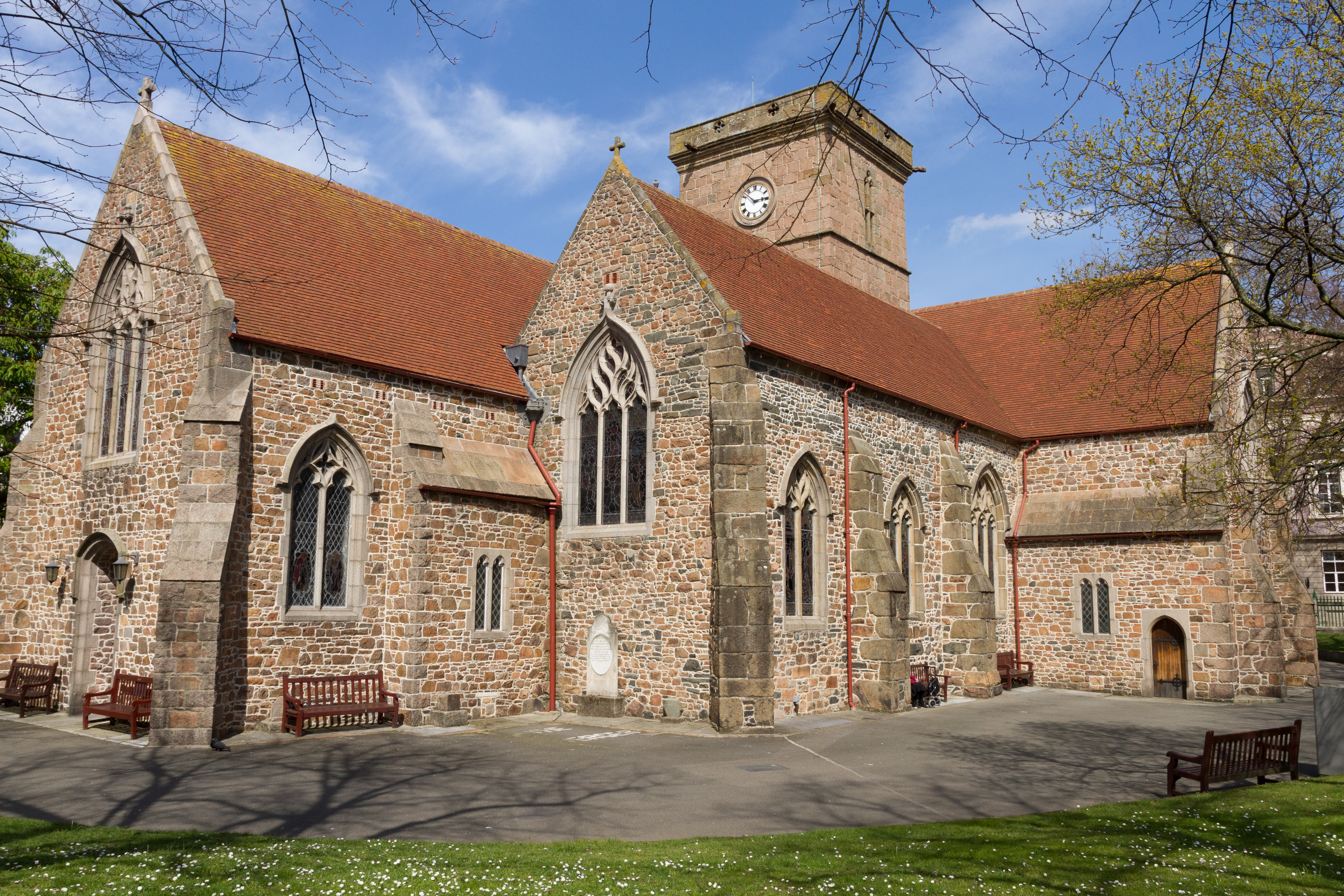
كنيسة سان هيلير في مدينة ساينت هيلير.

الديانة السائدة في جزيرة جيرزي هي المسيحية، تضم الجزيرة تاريخ عريق من التقاليد المسيحية. وفقًا للمسح الاجتماعي السنوي في جيرزي لعام 2015 وجد أن حوالي 97% من البالغين الذين يعتنقون دينًا هم مسيحيين. حسب المسح يتوزع المسيحيين بين الطوائف التاليّة: 44% أنجليكان، 43% رومان كاثوليك في حين أن 13% أعضاء في كنائس مسيحية أخرى. وبحسب دراسة قامت بها مركز بيو للأبحاث عام 2010 فإن حوالي 85.2% من سكان جيرزي وغيرنزي مسيحيين. تُعد كنيسة إنجلترا الكنيسة الوطنية في الجزيرة فضلًا عن أنها دين الدولة. كما وجدت الميثودية معقلها التقليدي في المناطق الريفية. هناك أقلية من أتباع الكنيسة الرومانية الكاثوليكية والتي تملك شبكة من المشافي والمدارس الكاثوليكية. وبحسب التقاليد المسيحية يعتبر القديس هيلير راعي الجزيرة وجزر القنال الإنجليزي عموماً.
أدخل كل من القديس هيلير وبرانوالتور المسيحية إلى الجزيرة وذلك بين الأعوام 535-545، فأضحت البلاد مسيحية. حتى القرن الرابع عشر كان سكّان الجزيرة على المذهب الكاثوليكي، خلال هذا القرن تحول سكان جيرزي إلى البروتستانتية على مذهب الانجليكانية. كما واحتضنت الجزر مذهب الكالفينية خلال عصر الإصلاح، لا سيمّا تحت تأثير اللغة الفرنسية من خلال النشرات والكتب من جنيف وفرنسا وهولندا. احتضنت الجزيرة خلال القرنين السادس عشر والسابع عشر بعد إلغاء مرسوم نانت في 1685 عدد كبير من المهاجرين الهوغونوتيين وهم كالفينين من أعضاء كنيسة فرنسا الإصلاحية الذين تأثروا بكتابات جون كالفن. عاد حضور الكنيسة الرومانية الكاثوليكية بعد عدة موجات من الهجرة الكاثوليكية، ولا سيّما في عام 1790 في أثناء الثورة الفرنسية، وفي الأعوام 1830 و1840 في مع تدفق هجرة العمال الإيرلنديين الكاثوليك وفي نهاية القرن التاسع عشر بدأ الشروع في تأسيس المعاهد الدينيَّة الكاثوليكيَّة.

## تاريخ

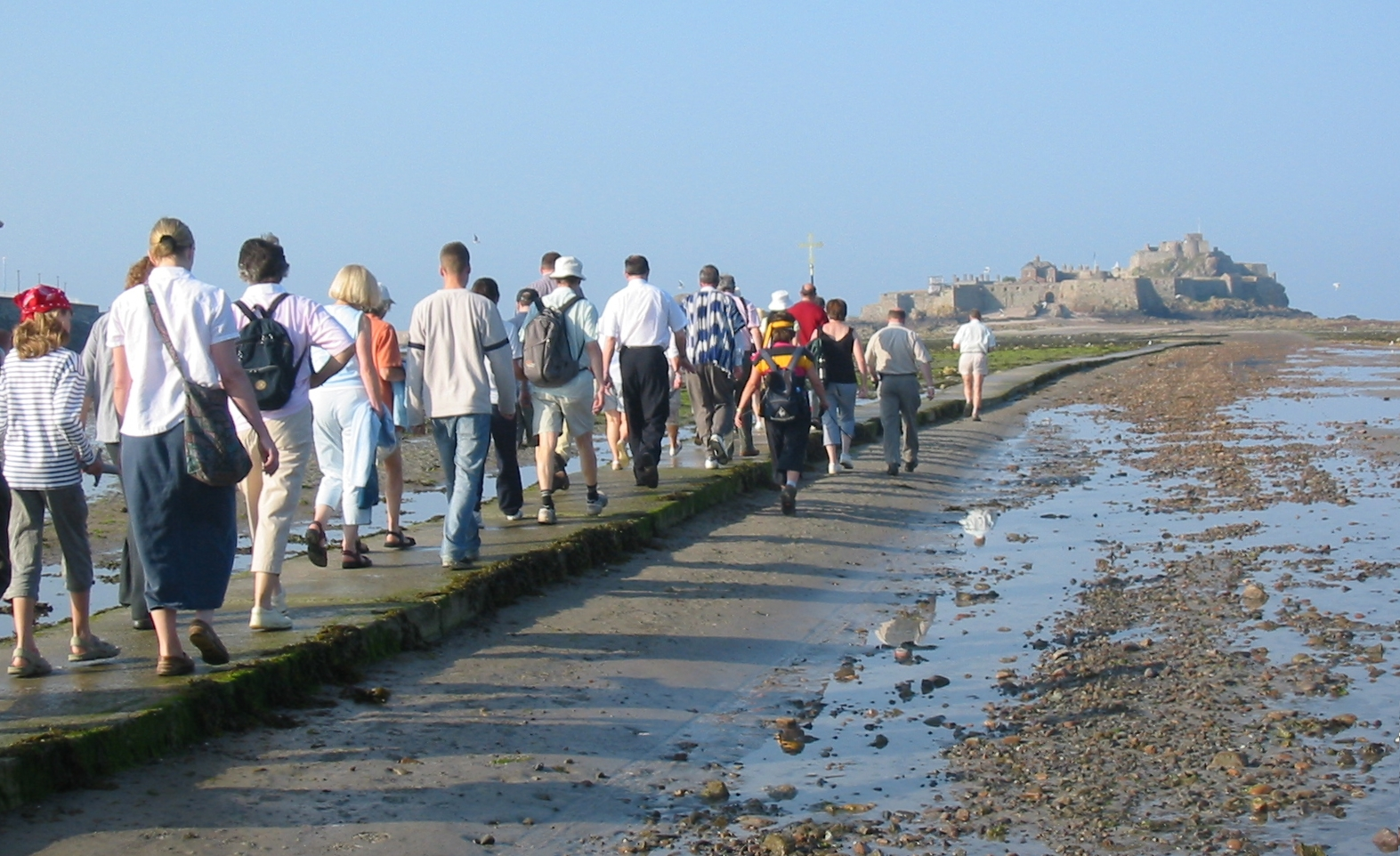
مسيحيون يحجون إلى جبل ساينت هيلير راعي الجزيرة.

هناك بعض الأدلة تشير إلى تواجد بعثات مسيحية كلتية إلى الجزر، ولا سيّما على يد بريليد في جيرزي والقديس سامسون في جيرنزي. وبصرف النظر عن أسماء الأماكن لكن لا توجد أدلة مستندية متاحة عن هذه البعثات. وتعد المسيحية الكلتية شكل من أشكال المسيحية التي كانت شائعة أو التي كانت مشتركة، بين العشائر الناطقة بالكلتية خلال العصور الوسطى المبكرة. وقد تم تصور المسيحية الكلتية مع مستويات مختلفة من الخصوصية؛ حيث وصف بعض الباحثين «الكنيسة الكلتية» ككنيسة متميزة توحدت تحتها شعوب الكلت وتمييز عن الكنيسة الكاثوليكية «الرومانية»، في حين صنفها الباحثين الآخرين ببساطة أنها مجموعة من الممارسات المميزة التي تشكلَّت في تلك المناطق. أدخل كل من القديس هيلير وبرانوالتور المسيحية إلى الجزيرة وذلك بين الأعوام 535-545، وأصبح هيلير فيما بعد راعي الجزيرة.
ظلت جزيرة جيرزي جزءًا من دوقية نورماندي حتى عام 1204 عندما غزا الملك فيليب الثاني أغسطس الفرنسي الدوقية وانتصر على جون ملك إنجلترا. وظلت الجزر في حيازة الملك الشخصيَّة ووصفت بأنها الأراضي الغريبة من التاج. ومع ذلك، خلال عقود العصور الوسطى، لم تأثر التغييرات السياسية المختلفة في الجزيرة على حياة وهيكلية الكنيسة الرومانية الكاثوليكية وبقيت الجزيرة جزءًا من أبرشية كوتانس. النورمانيَّة. وقد ترددت السلطات الكنسيَّة بوضع الأبرشية تحت جناح الكنيسة الإنجليزيَّة وذلك بسبب ارتباط سكان الجزيرة مع النورمانديين من خلال اللغة، والتي كانت تشبه إلى حد كبير من لغة النورمان. والروابط التجارية؛ والعلاقات الأسرية مع النورمانديين.

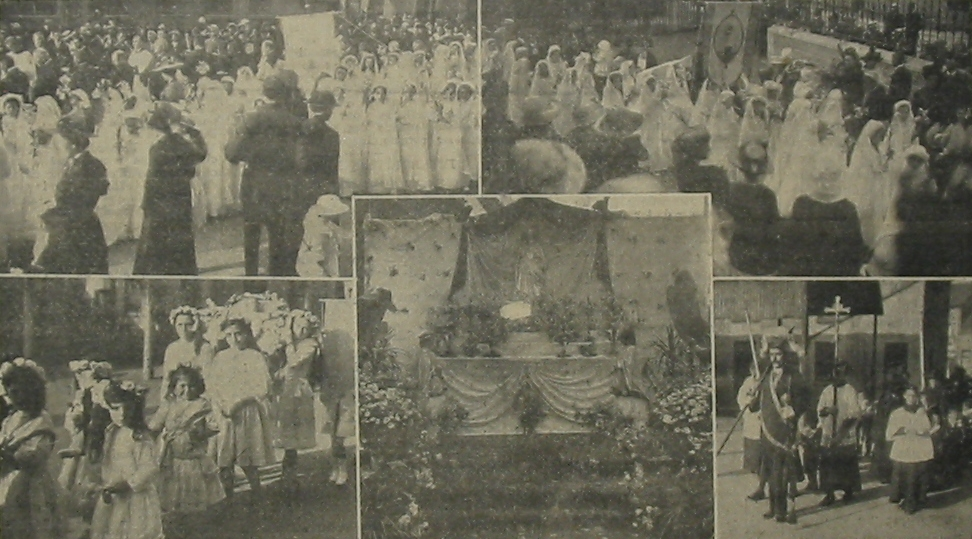
صورة تاريخية لأطفال خلال المناولة الأولى عام 1914.

احتضنت الجزيرة الشكل الكالفيني الفرنسي من البروتستانتية أثناء عصر الإصلاح البروتستانتي، وقامت السلطات بسن أوامر لإزالة جميع الرموز الكاثوليكية في عام 1547 مع قانون حل الكليات والتوكيل، وقد تم تطبيق القانون في جيرزي مع سن قانون التوحيد عام 1549، حيث تم تدمير العديد من الصلبان الجانبيَّة جنبًا إلى جنب مع التماثيل الدينية والرموز الكاثوليكية الأخرى. في عام 1550 زارت اللجنة الملكية الجزيرة لبيع ممتلكات الكنيسة الكاثوليكية لصالح التاج الإنجليزي. وفي عام 1551 عاد السير هيو باوليت، وهو عضو في هذه اللجنة الملكية، والذي كان حاكمًا للجزيرة لمواصلة المهمة. وظلت الجزيرة تحت أبرشية كوتانس حتى عام 1569. كان لعهد ماري الأولى ملكة إنجلترا وفيليب الثاني ملك إسبانيا تأثير بشكل خاص على أتباع الكنيسة الكالفينية في البلاد. حيث هرب زعماء البروتستانت البارزين في جيرزي وغيرنزي إلى جنيف، وعندما عادوا إلى الجزيرة بعد بعد وفاة ماري الأولى ملكة إنجلترا، تبنوا الكثير من أشكال الكالفينية المتشددة التي صاغها هناك جان كالفن، وأنشأوا محاكم كونسنيستي. احتضنت الجزيرة خلال القرنين السادس عشر والسابع عشر عدد كبير من المهاجرين الهوغونوتيين وهم كالفينين من أعضاء كنيسة فرنسا الإصلاحية الذين تأثروا بكتابات جون كالفن وذلك بعدما ألغى لويس الرابع عشر ملك فرنسا مرسوم نانت في 1685. تركت الملكة إليزابيث الأولى ملكة إنجلترا الحرية لسكان جزر جيرزي وجيرزي إدارة شؤونهم الخاصة، وذلك بسبب الصفة السياسية حيث أنَّ سكان الجزر البروتستانتية سيكونون معارضين للكنيسة الكاثوليكية.
في عقد 1790 لجأ عشرات الرومان الكاثوليك من فرنسا خلال الثورة الفرنسية، إلى جيرزي، وسُمح لهم بممارسة الشعائر الدينية ولكن حظر عليهم التبشير. وفي نهاية القرن التاسع عشر، استقر في الجزيرة عدد من الرهبانيات الكاثوليكية العاملة في مجال التمريض والتعليم؛ وكان منهم الأخوة دي لا سال، واليسوعيين والأخوات الصغار الفقراء. في عام 1894، اشترى اليسوعيين عقار سمي بالمرتفعات، والذي أصبح فيما بعد كليَّة المرتفعات. في عام 1917، أسس رهبان دي لا سال كلية دي لا سال في جيرزي. في الثلاثينيات والثمانينيات من القرن العشرين عرف المجتمع الكاثوليكي في الجزيرة حالة من النمو مع تدفق العمال الأيرلنديين الذين وفدوا للعمل في مشاريع البناء الرئيسية.

## الطوائف المسيحية

### البروتستانتية

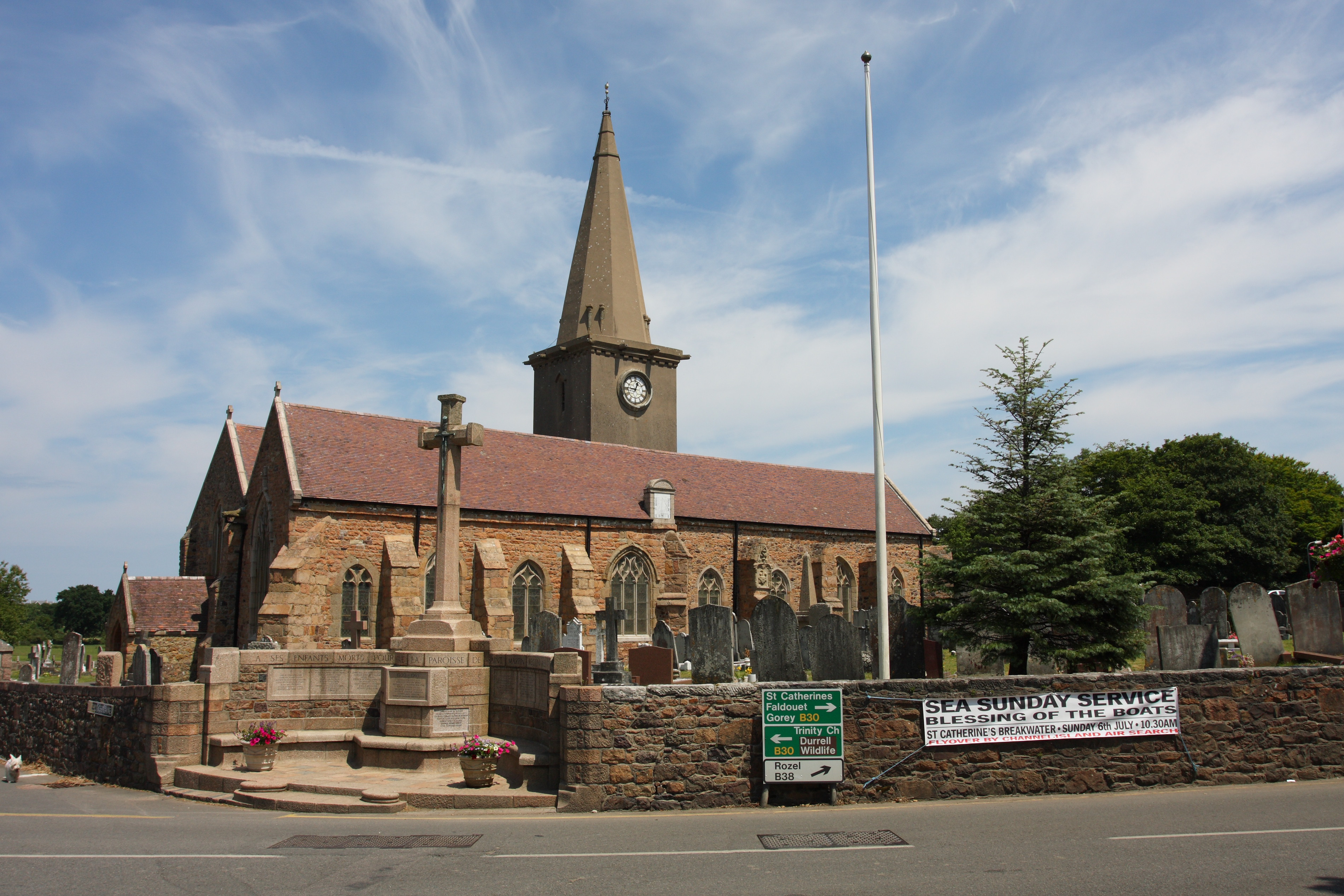
كنيسة القديس مارتن الأنجليكانيَّة في جيرزي.

تُعد كنيسة إنجلترا الأنجليكانية الكنيسة الوطنية في الجزيرة فضلًا عن أنها دين الدولة، وأصبحت جيرزي تابعة إلى أبرشية وينشستر في عام 1569، وتحت حكم جيمس الأول ملك إنجلترا، أصحبت الكنيسة الأنجليكانية الشكل البروتستانتي السائد في جيرزي لتحل مكان المذهب الكالفيني. في عام 1620 تم تعيين ديفيد باندينل أول أسقف لجيرزي منذ الإصلاح البروتستانتي. تلاه اعتماد الجزيرة الأنجليكانية الدين الرسمي للجزيرة. في عام 2014 انتقلت الأبرشية، بعد خمسمائة عام، إلى سلطة أبرشية كانتربري. بحسب وفقًا للمسح الاجتماعي السنوي في جيرزي لعام 2015 حوالي 44% من المسيحيين في الجزيرة يتبعون الكنيسة الأنجليكانية.
يعد المذهب الميثودي ثاني أكبر المذاهب البروتستانتية في الجزيرة، ويعود حضور المذهب في الجزيرة إلى عام 1774 عاد بيير لو سويور وجان تنتن إلى جيرزي من مستعمرة نيوفاوندلاند وقاموا بالوعظ وتبشير السكان بالمذهب الميثودي. ودخل العديد من السكان من ذوي الأصول الهوغونوتيَّة. وتبع ذلك نزاع مع السلطات عندما رفض الرجال من أتباع الكنيسة الميثودية حضور تدريبات الميليشيات عندما تزامن ذلك مع اجتماعات الصلاة. حاولت المحكمة الملكية منع اجتماعات الميثوديسين، لكن رفض جورج الثالث ملك المملكة المتحدة أن يصادق على هذا التدخل في حرية الدين. وتمت رسامة القس الميثودي الأول في جيرزي في عام 1783، كما وقام جون ويزلي بالتبشير في جيرزي في أغسطس من عام 1787، وترجمت كلماته إلى العامية. أقيم المبنى الأول الذي أنشئ خصيصا للعبادة الميثودية في بلدة سانت أوين في عام 1809.

### الكاثوليكية

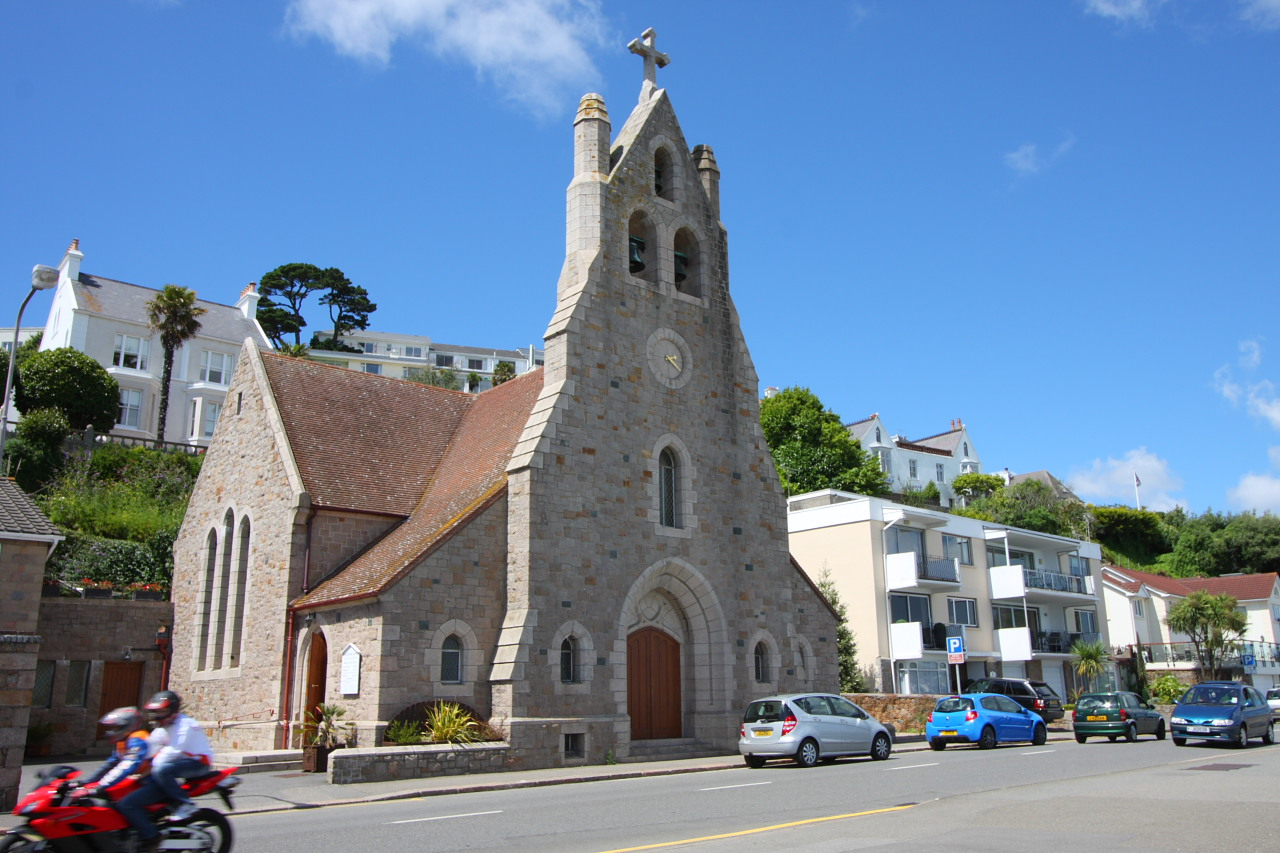
كنيسة القلب الأقدس الكاثوليكيَّة في مدينة ساينت هيلير.

يعود حضور الكنيسة الرومانية الكاثوليكية في البلاد إلى الأعوام 535-545 مع دخول المسيحية للجزيرة على يد من القديس هيلير وبرانوالتور المسيحية، وبقي سكان الجزيرة من أتباع الكنيسة الرومانية الكاثوليكية حتى القرن السادس عشر مع تحول الجزيرة للمذهب البروتستانتي. وعاد حضور الكنيسة الرومانية الكاثوليكية بعد عدة موجات من الهجرة الكاثوليكية، ولا سيّما في عام 1790 في أثناء الثورة الفرنسية، وفي الأعوام 1830 و1840 في مع تدفق هجرة العمال الإيرلنديين الكاثوليك وفي نهاية القرن التاسع عشر بدأ الشروع في تأسيس المعاهد الدينيَّة الكاثوليكيَّة. بحسب وفقًا للمسح الاجتماعي السنوي في جيرزي لعام 2015 حوالي 43% من المسيحيين في الجزيرة يتبعون الكنيسة الكاثوليكية.
تنضوي رعايا جيرزي الكاثوليكية تحت سلطة أبرشية بورتسموث الدينية، وتملك الطائفة الكاثوليكية ثمانية كنائس في الجزيرة. ومع ذلك، هناك نقص في أعداد الكهنة والعاملين في الحقل الديني الكاثوليكي، ولذلك اضطرت السلطات الدينيَّة إلى إغلاق اثنين من المصليات وبيع بعض كنائسها. تقيم العديد من الكنائس الكاثوليكية طقوسها الدينية باللغتين البرتغالية والبولندية، وفي بعض الأحيان بالفرنسية. في الواقع حوالي 6% من سكان جيرزي هم من البرتغاليين وهم في الغالب من الكاثوليك، إلى جانب تواجد مجتمع أيرلندي كاثوليكي كبير وجالية بولندية وفدت للبلاد حديثًا.